# Huthpark

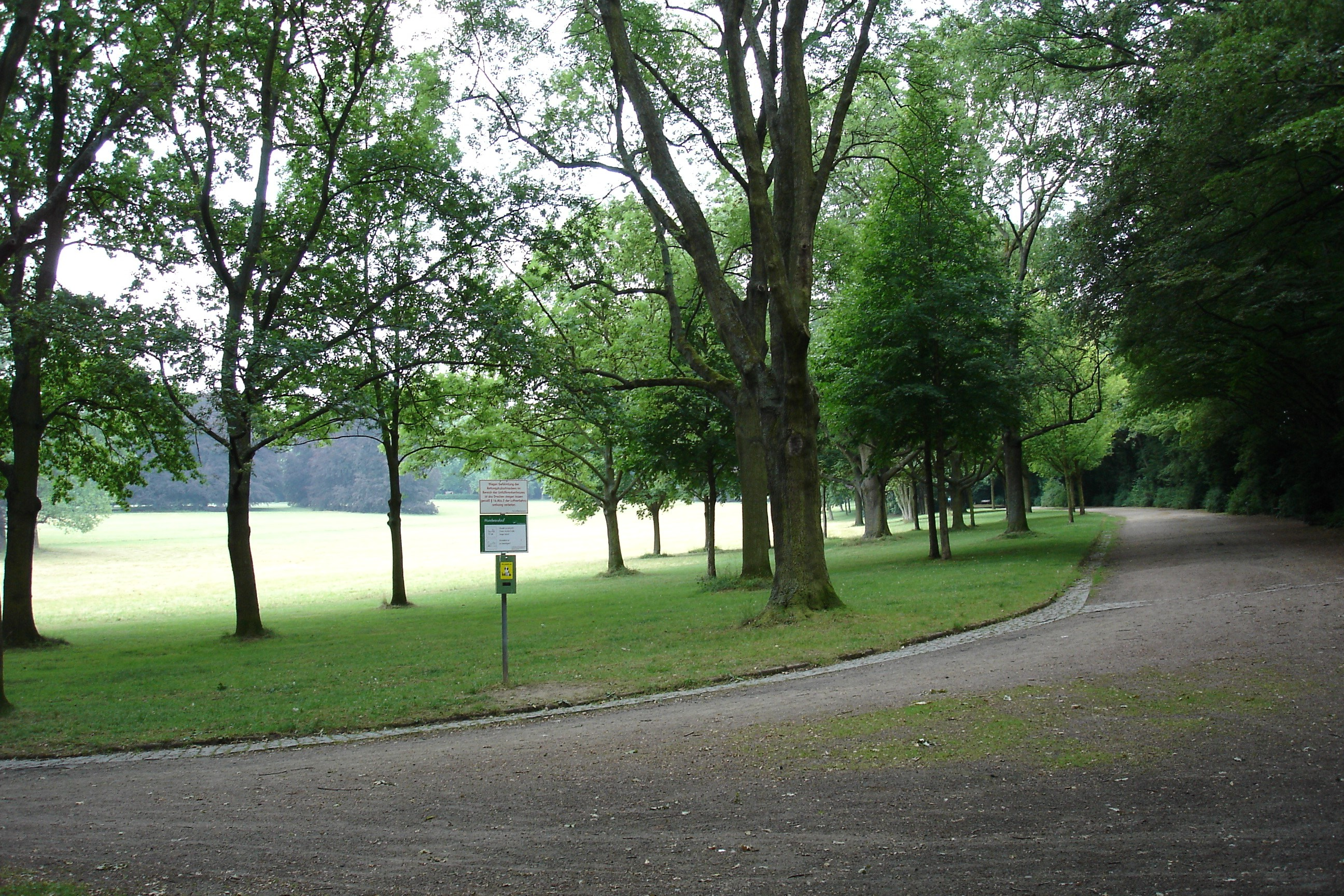
Am Osteingang (Auerweg) des Huthparks im Frankfurter Stadtteil Seckbach

Der 18,2 Hektar große Frankfurter Huthpark im nordöstlich gelegenen Stadtteil Seckbach wurde in den Jahren 1910 bis 1913 nach Entwürfen von Frankfurts Gartenbaudirektor Carl Heicke (1862–1938) und seines Gartenarchitekten Bernhard Rosenthal als Volkspark Auf dem Huth in landschaftlich schöner Lage von der Frankfurter Stadtverwaltung angelegt und ab 1912 unter der Ägide von Gartenbaudirektor Max Bromme (1878–1974) vollendet. Die vorhandene Geländeform wurde dabei beibehalten.

## Lage
Die Anlage nach dem Vorbild des Günthersburgparks liegt eingebettet zwischen der Kernbebauung des Stadtteils und der nach Bad Vilbel führenden Friedberger Landstraße. In direkter Nähe befinden sich die Berufsgenossenschaftliche Unfallklinik und der Blumen- und Zierpflanzengroßmarkt Rhein-Main an der Festeburg. Direkt an den Huthpark grenzt der Auerweg. Der Propst-Goebels-Weg führt auf einer Seite durch den Park, verbindet ihn mit dem Neubaugebiet Atzelberg und dem alten Ortskern um die Wilhelmshöher Straße.

## Geschichte
Der Huthpark liegt auf einem Ausläufer des Berger Rückens, dessen höchste Erhebung sich hinter dem Lohrberg an der Berger Warte befindet. Der heute direkt an den Park angrenzende Auerweg verläuft auf der Trasse einer römischen Straße von der Mainkur über die Niedergasse in Seckbach, den Marbachweg und die Hügelstraße letztlich über die Elisabethenstraße auf Mainz zu. Vor der Entstehung des Volksparks Auf dem Huth, dessen Name auf eine alte Flurbezeichnung zurückgeht, wurde das zur Seckbacher Gemarkung rechnende Gelände von Seckbacher Bauern landwirtschaftlich genutzt.
Gerade noch vor dem Ersten Weltkrieg (1914–1918) wurde der Huthpark zu Zeiten des Kaiserreiches angelegt, als erster von zwei geplanten, öffentlich zugänglichen Volksparks im neuen Frankfurter Stadtteil Seckbach. Die frühere Landgemeinde war erst im Jahr 1900 durch Eingemeindung zur Stadt gekommen. Die Realisierung des zweiten Parks, des Lohrparks auf dem Frankfurter Hausberg und Weinberg, dem 185 Meter hohen Lohrberg, musste dann allerdings bis nach dem Krieg auf die Weimarer Republik warten.
Durch die am 25. September 1905 eröffnete Trambahn-Linie 22 (später 2) zwischen der Bornheimer Saalburgstraße und der Wolffhardtschen Wirtschaft (heutige Haltestelle Eschweger Straße der RMV-Buslinien 38 und 43) war der Huthpark von Anfang an auch für Bornheimer Bürger bequem erreichbar.
Im Jahr 1912 wurden zwei Bewohner der Seckbacher Kolonie Heimgarten (im Seckbacher Volksmund wegen des Akademiker-Anteils auch Tintenfass oder Kanapee-Viertel genannt) durch den neu entstandenen Park in ihrer unmittelbaren Nähe dazu inspiriert, einen benachbart wohnenden Stadtverordneten um die Genehmigung von zwei Tennisplätzen im Huthpark anzusprechen. Die Genehmigung wurde erteilt, die Stadt erstellte die beiden Plätze auf ihre Kosten. Als Umkleideraum und Clubhaus diente zunächst eine Gartenhütte. Im gleichen Jahr wurde der Tennisverein Heimgarten gegründet.

Pavillon aus der Ägide von Stadtbaumeister Ernst May im Seckbacher Huthpark, Zustand vor dem Umbau zum Café

In den Jahren 1929/30 ließ die Stadt Frankfurt am Main innerhalb des Huthparks einen Pavillon im Stil der Frühen Moderne errichten, der bei widrigen Witterungsverhältnissen als Unterstand diente. Er wurde mit Duschen für Schulklassen der Zentgrafenschule ausgestattet, die ihren Sportunterricht im Huthpark abhielten. Er entstand nach den Plänen des Architekten und Stadtplaners Eugen Carl Kaufmann (1892–1984; später umbenannt in Eugene Charles Kent) mit Herbert Boehm (1894–1954) und Eugen Blanck (1901–1980) unter der Ägide des Stadtbaumeisters Ernst May (1886–1970) im Rahmen des Programms neues Frankfurt.

Im Jahr 2004 wollte der Ortsbeirat das Gebäude noch abreißen, scheiterte aber mit seinem Vorstoß. Im Kulturausschuss des Magistrats wurde eine kulturelle Nutzung der Rotunde im Huthpark gefordert, jedoch verworfen.

Nach jahrzehntelanger Verwahrlosung, langer Planung, Umplanung und Verzögerungen wurde der Unterstandpavillon im Huthpark am Propst-Goebels-Weg saniert und als Café umgestaltet. Dabei hat sich das städtische Grünflächenamt als Bauherr – nach dem Magistratsbeschluss zur Sanierung vom März 2009 – für einen Entwurf des Frankfurter Architekten D.W. Dreysse entschieden. Die Rotunde des Pavillons wurde vollflächig verglast. So entstanden im Innenraum 45 Sitzplätze. Der Außenbereich hat eine große Sommerterrasse, im Untergeschoss wurden öffentlich zugängliche Toiletten bereitgestellt. Die Erstellungskosten betrugen rund 1,1 Millionen Euro, die Folgekosten liegen bei 79.000 Euro p. a.

Das Café wurde Ende Mai 2012 eröffnet, geplant sind zunächst Öffnungszeiten von ca. 10–19 Uhr.
In den 1920er und 1930er Jahren wurde die Rasenpflege im Huthpark auf ganz natürliche Weise besorgt, durch Schafherden, die von Hirten durch den Park getrieben wurden. Zu dieser Zeit hatte man trotz der schon erheblich gewachsenen Bäume noch einen sehr guten Fernblick auf den Lohrberg mit dem dort ab 1924 entstandenen Lohrpark, nach Bergen und ins Maintal. 1932 wurde die Siedlung An der Festeburg errichtet.
Im Zweiten Weltkrieg (1939–1945) und in der Nachkriegszeit wurde die Wiesenfläche des Huthparks vorübergehend zweckentfremdet. Sie wurde zum Teil als Anbaufläche für Gemüse und Heilkräuter umgegraben, um die hungernde Bevölkerung zu versorgen, und zudem als Pferdekoppel genutzt. In dieser Zeit wurden die Tennisanlagen verwüstet.

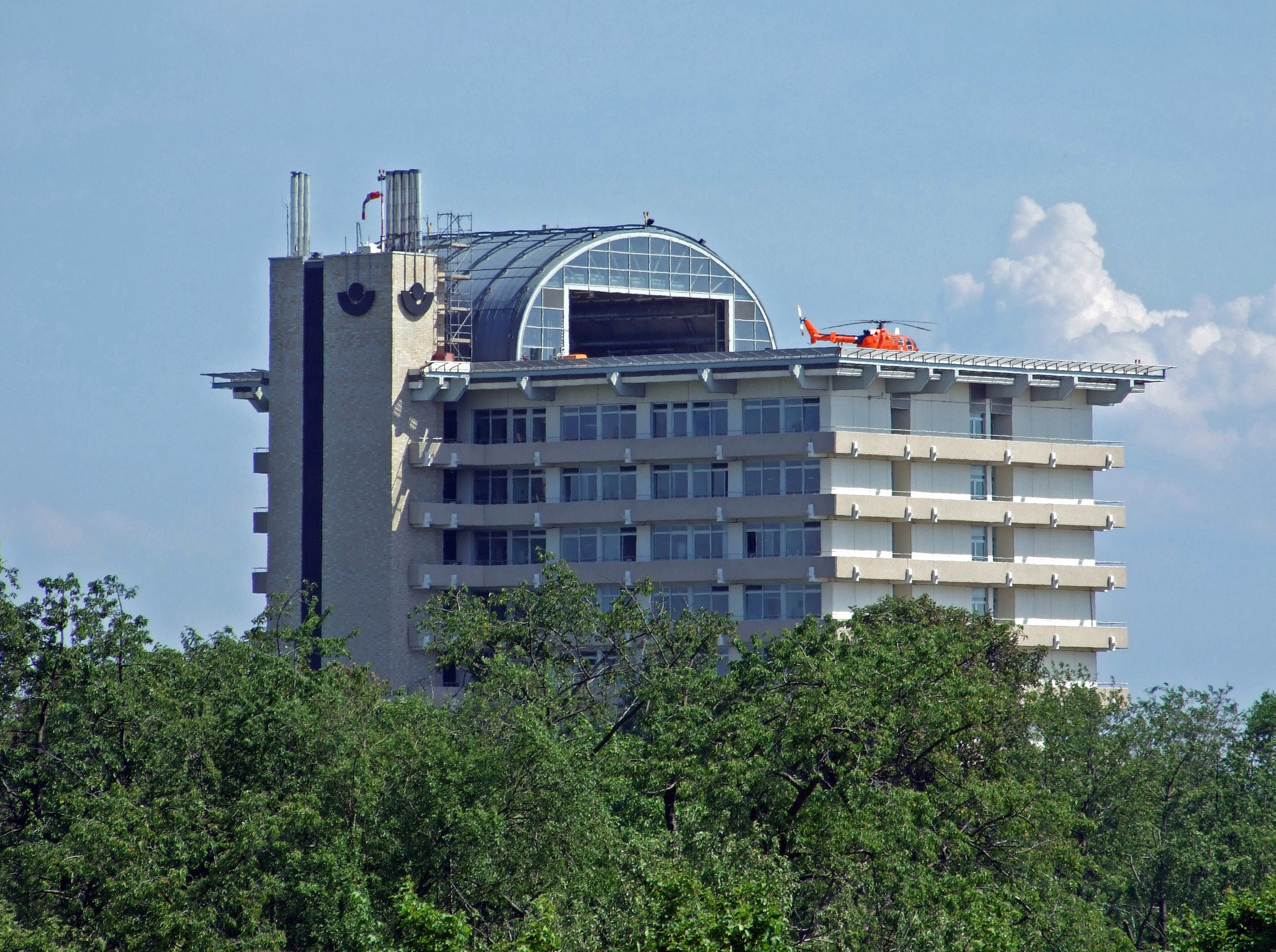
Berufsgenossenschaftliche Unfallklinik Frankfurt am Main am Huthpark mit Landeplatz und Halle für den Rettungshubschrauber, Mai 2007

Im Jahr 1962 wurden die wiederhergestellten Anlagen des Tennisvereins Heimgarten um einen weiteren Platz erweitert, ein Stück der Rasenfläche des Huthparks musste daran glauben. Nach drei Jahren Bauzeit wurde am 15. August desselben Jahres die Berufsgenossenschaftliche Unfallklinik eröffnet, deren Grundstück sich unmittelbar zwischen Huthpark und Friedberger Landstraße befindet. Am 5. März 1963 wurde der Blumen- und Zierpflanzengroßmarkt Rhein-Main an der Festeburg eröffnet, dessen Areal sich ebenfalls unmittelbar an den Huthpark anschließt.
Im März 1967 wurde unter Aufsicht des Gartenamtes (heute Grünflächenamt) der Stadt die Kleingartenanlage 8 am Huthpark gegründet. Auf diese Weise wurde eine Streuobstwiese mit altem Baumbestand umgewidmet. 1968 erhielt die Kleingartenanlage einen Wasseranschluss. 1995 wurde die Anlage erweitert.
1970 wurden die Anlagen des Tennisvereins Heimgarten erneut um einen weiteren Platz erweitert, zwölf Jahre nach der ersten Erweiterung forderten steigende Mitgliederzahlen ihren Tribut.
1972 wurde der Rettungshubschrauber Christoph 2 auf dem Gelände der Berufsgenossenschaftlichen Unfallklinik stationiert, den man seit dieser Zeit vom Huthpark aus beim Starten und Landen wahrnehmen kann. Seitdem ist das Drachensteigenlassen im Park verboten.
1973 kam vom Gartenamt eine Zusage für zwei weitere Tennisplätze, zugunsten der öffentlichen Parkflächen erhob der Ortsbeirat jedoch Einspruch. Daraufhin zog das Gartenamt die Zusage zurück. 1977 jedoch war es dann doch so weit, die beiden neuen Plätze wurden am 16. Juli eröffnet. Rund ein Jahrzehnt später löste Boris Beckers Wimbledon-Sieg von 1985 einen wahren Tennis-Boom aus, doch die Vereinskapazitäten waren erneut erschöpft. Neuaufnahmen gab es seitdem nur noch in dem Rahmen, in dem Mitglieder ausschieden.
Ebenfalls 1977 wurde die an den Park angrenzende Friedrich-Ebert-Schule eingeweiht, die wegen Raummangels von unterhalb des Bornheimer Hangs nach Seckbach umgezogen ist.
Im Winter 1978/79 fertigte der Seckbacher Maler und Grafiker Erich Dittmann ein Gemälde des verschneiten Huthparks an, das Spaziergänger und Rodler zeigt.

## Charakterisierung
Der Huthpark ist Teil der aktuellen Frankfurter-Grüngürtel-Planung und dient der Stadt als wichtiges Kalt- und Frischluft-Entstehungsgebiet. Der Park ist daher wertvoller Baustein eines ökologischen Gesamtkonzepts zum Schutz der Natur. Der heutige Zustand des Parks entspricht nach Angaben der Stadt Frankfurt wieder weitestgehend dem Originalzustand.
Der Huthpark zeichnet sich durch eine große, zentral gelegene, zur Kernbebauung Seckbachs hin abfallende Wiesenfläche aus, die von einem relativ breiten Spazierweg und Bäumen umrahmt ist. Einzelne kleinere Baumgruppen befinden sich direkt in den Randzonen dieser Wiese, zum Beispiel Pappeln (Populus), Kastanien (Castanea) und Blut- oder Purpurbuchen (Fagus sylvatica f. purpurea). Teilstücke des Spazierweges sind als kleine Allee angelegt, an anderen Stellen wurden Bäume direkt auf den Spazierweg gepflanzt und wirken so wie kleine Plätze. Der Spazierweg beschreibt insgesamt eine große Acht und schließt im oberen Teil eine erheblich kleinere Wiesenfläche ein, auf der sich Clubhaus und Sandplätze des Tennisvereins befinden. Beim Tag der Offenen Tür des Tennisvereins Heimgarten können Besucher des Huthparks in das sonst Mitgliedern vorbehaltene Areal hinein schnuppern. Der Verein ist inzwischen der älteste reine Tennisverein Frankfurts.
Tierbeobachtungen sind möglich, denn viele Vögel und Eichhörnchen sind ständig auf der Suche nach Beeren, Kernen und Insekten. Jogger, Nordic Walker, Radfahrer, Spaziergänger, Freizeitsportler, Sonnenhungrige und Entspannungssuchende kommen auf ihre Kosten und finden viele Sitzbänke vor. Es gibt zwei große Spielplätze für Kinder, zwei Tischtennisplatten, Spiel- und Liegewiesen sowie zwei Sportplätze, die sich für diverse Ballspiele eignen. Am Pavillon trifft sich seit 2006 beispielsweise die Nordic-Walking-Gruppe des Turnvereins Seckbach zu wöchentlichem Training. Auch an Hunde wurde gedacht, denen eine eigene Wiese eingerichtet wurde. Zwei Gassibeutel-Stationen sind vorhanden, ebenso wie eine Wasserpumpe. Es ist der größte Hundefreilauf innerhalb eines Stadtparks in Frankfurt.
Abends sind die Spazierwege auf einer Seite des Parks und jene beleuchtet, die in den Park hinein bzw. hinaus führen. Dies betrifft die dem Atzelberg und der Arolser Straße zugewandte Seite mit dem Pavillon und der Wasserpumpe auf dem Propst-Goebels-Weg und soll in erster Linie den abendlichen Nutzern der Tennisplätze sowie Kleingärtnern dienen.

## Planung
Seitens der Stadt ist geplant, den Huthpark und den Lohrpark auf dem Lohrberg im Nordwesten Seckbachs durch die Neuentwicklung eines weiteren Parks, des so genannten Wiesenparks, miteinander zu verbinden. Dabei soll, basierend auf der seltenen Nutzungsmischung und Kleinteiligkeit des Gebietes, eine parkartige Landschaft entstehen, die verschiedenen Nutzungsansprüchen Raum bietet. Diese unterschiedlichen Ansprüche sorgen jedoch gleichzeitig für Diskussionsstoff und entsprechende Differenzen.

## Veranstaltungen
Ab 1950 ist das Huthpark-Treffen der evangelischen Jugend Frankfurts zum Fronleichnamstag belegt, das viele Frankfurter Jugendliche in Seckbachs ersten Volkspark zieht. Unter anderem sprechen bzw. predigen Stadtjugendpfarrer Dieter Trautwein, Dekan Max Vollmer und Propst Karl Goebels.
Im Jahr 1968 fand im Huthpark das Open-Air-Jazzkonzert Just Music mit der Alfred-Harth-Group statt.
Die traditionelle Seckbacher Karlinchenkerb zog noch in den 1960er Jahren mehr als 30.000 Besucher an. Erste Belege über ihre Durchführung finden sich schon aus dem Jahr 1902. 1968 musste sie wegen der Errichtung der Neubauten am Atzelberg von ihrem angestammten Platz Im Staffel/Atzelberg (heute Parkplatz Atzelberg-Mitte) vorübergehend in die Hochstädter Straße, in den 1970er Jahren in den Huthpark ausweichen. Im Jahr 1902, also vor der Anlage des Huthparks, gab es die Karlinchenkerb allerdings auch schon. Dann hieß es melodiös:

„Komm Karlinche, komm Karlinche, komm – mer wolle nach Seckbach gehn, da isses so wunnerschee“

(= Komm Karlinchen, komm Karlinchen, komm – wir wollen nach Seckbach gehen, da ist es so wunderschön). Dazu wurde ein kleiner, weitgehend ebener Teil der großen Wiesenfläche in der Nähe des Atzelberges, der Arolser Straße und des Pavillons genutzt. Unterhaltungs- und Gastronomiebetriebe bauten ihre Schaukeln, Karusselle und Bierzelte auf. Heute befindet sich an dieser Stelle ein Spielplatz mit zwei Tischtennisplatten.

## Verkehrsanbindung
Der Huthpark ist im Rahmen des öffentlichen Personennahverkehrs (ÖPNV) zum Beispiel mit den RMV-Linienbussen 30 und 69 zu erreichen. Deren nächstgelegene Haltestelle heißt Unfallklinik/B3. Von dort kommt man fußläufig nach einer kurzen leicht ansteigenden Strecke innerhalb von 5 Minuten in den Park. Eine andere Option besteht in der Nutzung der Buslinien 38 und 43. Von deren Haltestelle Eschweger Straße kann der Park fußläufig auf direktem Weg über die leicht ansteigende Arolser Straße innerhalb von 5 bis 7 Minuten erreicht werden.